# Nidzské jezero
Nidzské jezero (polsky Jezioro Nidzkie) je jezero ve Varmijsko-mazurském vojvodství v Polsku. Leží v Mazurském pojezeří, v oblasti Velkých mazurských jezer. Má rozlohu 18,31 km². Dosahuje maximální hloubky 23,7 m. Leží v nadmořské výšce 117,7 m.

## Vodní režim
Na severu je spojené průtoky přes jezera Velká Guzianka a Malá Guzianka s jezerem Bełdany. Patří do povodí řeky Pisy.

## Osídlení pobřeží
U jezera se nachází přírodní rezervace Nidzské jezero a jezero leží na území Mazurské chráněné oblasti.